# Študlov (okres Zlín)
Študlov (moravsky Ščudlov, německy Studlow) je obec v okrese Zlín ve Zlínském kraji. Žije zde 498 obyvatel.

## Název
Jméno vesnice (původně Ščudlov) bylo odvozeno od osobního jména Ščudla, jež je totožné s obecným ščudla – „vratidlo na soukenickém stavu“. Význam jména vsi byl „Ščudlův majetek“.

## Historie
První písemná zmínka o obci pochází z roku 1422.
Do konce roku 2020 spadal Študlov do okresu Vsetín, od začátku roku 2021 je součástí okresu Zlín.
V obci je malé naleziště načervenalého jantaru, tzv. študlovitu.

## Obyvatelstvo
| Rok            | 1869 | 1880 | 1890 | 1900 | 1910 | 1921 | 1930 | 1950 | 1961 | 1970 | 1980 | 1991 | 2001 | 2011 | 2021 |
| -------------- | ---- | ---- | ---- | ---- | ---- | ---- | ---- | ---- | ---- | ---- | ---- | ---- | ---- | ---- | ---- |
| Počet obyvatel | 522  | 527  | 564  | 583  | 589  | 603  | 605  | 572  | 662  | 609  | 601  | 500  | 518  | 500  | 469  |
| Počet domů     | 92   | 98   | 101  | 97   | 101  | 105  | 107  | 127  | 118  | 120  | 128  | 145  | 154  | 159  | 160  |

## Obecní symboly
Znak a vlajka byly obci uděleny rozhodnutím předsedy Poslanecké sněmovny Parlamentu České republiky dne 13. listopadu 2002.

## Pamětihodnosti
- Kostel svatého Matouše